# 까치의 날개
《까치의 날개》는 1988년 애니메이션이다. 《떠돌이 까치》의 주인공 까치를 차용해 다른 이야기를 만든 것이다. 《까치의 날개》라는 제목으로 만화 연재도 했다.

## 등장인물
- 까치:
- 은주 누나
- 엄지
- 마동탁
- 허감독
- 아나운서
- 까치 아버지
- 백두산
- 의사
- 교장
- 까순이
- 숙누나

### 목소리 출연
- 김순원 - 까치
- 김성희 - 은주 누나
- 최수민 - 엄지
- 김환진 - 마동탁
- 노민 - 허감독
- 백진 - 아나운서
- 김정경 - 까치 아버지
- 유해무 - 백두산
- 문영래 - 의사
- 설영범 - 교장
- 이진화 - 까순이 까치(여동생)
- 홍영란 - 숙 누나

## 제작진
- 원작: 이현세
- 각본: 박리미
- 제작감독: 정욱
- 작화감독: 박설형
- 인물설정: 이학빈
- 미술설정: 임종우, 박효식
- 원화감독: 심상일, 박시옥, 이학빈, 오덕환
- 음악: 김도향
- 작화연출: 김재호, 김승욱, 민경조
- 음향효과: 김동찬, 한용배, 박광훈, 차일환, 김병호
- 녹음: 박용규, 이상봉
- 녹음연출: 오길주
- 텔레시네: 최용균
- 편집: 류환기
- 타이틀: 김태준
- 사식: 권도회
- 기획: 조봉남
- 제작: KBS

애니메이션 제작
- 대원동화
  - 원화: 김용호, 이광백, 이벙길, 조성욱
  - 동화작감: 이호찬, 유창신, 최낙수
  - 동화: 장덕찬, 이경수, 김은철, 허성만, 신미경, 정재화
  - 선화: 강현숙, 김명림, 장인영
  - 채화지휘: 한미라
  - 채화: 황재숙, 유금만, 문연님
  - 검사: 신영순, 최은숙, 윤명옥
  - 효과: 배상준, 박덕현
  - 미술: 전극선, 국헌주, 박명식
  - 촬영: 이관영, 이명석, 김홍미
  - 진행: 신성섭, 유재성, 정미
  - 제작담당: 김병환, 유영춘, 강신우

## OST
- 작곡 김동성
- 작사 김혜진
- 노래 오승원